# Bythinella ligurica
Bythinella ligurica е вид коремоного от семейство Hydrobiidae.

## Разпространение
Видът е разпространен в Италия и Франция (Корсика).